# Jan z Borotína
Jan z Borotína (německy Johannes von Borotin, okolo 1380 asi Borotín – 1458) byl český učenec a teolog, rektor Univerzity Karlovy.

## Život
Pocházel z Borotína nedaleko Tábora v jižních Čechách. V roce 1400 složil bakalářskou zkoušku na pražské univerzitě a o deset let později zkoušku magistra svobodných umění. V letech 1415 až 1422 zastával funkci děkana filozofické fakulty a v letech 1425 až 1426 byl jmenován rektorem univerzity. V roce 1450 je doložen jako přednášející na fakultě o dílech blízkovýchodního učence Alfagana (De differentenciis).
Zemřel roku 1458.
Jeho bratr Mikuláš z Borotína byl během husitských válek hejtmanem táborského svazu. 

## Dílo
Kromě různých pojednání a komentářů se zabýval teologickými tématy.
- O Quodlibet Jana Husa : Utrum sensaciones fiunt per extramissiones virtutum ab organis sensitivis (1411)
- Na Quodlibet Michala z Malenic : Utrum omne principium mathematice, cuius obiectum primarium est quantitatis, sit necessarium (1412)
- Na quodlibet Prokopa z Kladrub: Utrum lapides et metalla generari in nubibus sit possibile quemadmodum in visceribus terre
- Proemium aphorismorum Hippocratis
- Liber Ysagogarum ad Tegni Caleni
- Lecture Meteorum (1433)
- Continuatio expositionum canonum tabularum
- Preambulum super leccionem Alkabicii (1454)
- Epistola ad Ioh. capistranum